# 山崎正男
山崎 正男（やまざき まさお、1900年（明治33年）7月9日 - 1993年（平成5年）2月11日）は、日本の陸軍軍人。最終階級は陸軍少将。

## 経歴
京都府出身。農業・山崎宇之松の三男として生まれ、陸軍中佐・山崎和宏の養子となる。京都第二中学校（現京都府立鳥羽高等学校）、大阪陸軍地方幼年学校、中央幼年学校を経て、1921年（大正10年）7月、陸軍士官学校（33期）を卒業。同年10月、歩兵少尉に任官し歩兵第38連隊付となる。1928年（昭和3年）12月、陸軍大学校（40期）を卒業した。
1929年（昭和4年）12月、参謀本部付勤務となり、参謀本部員（第1課）、陸軍省人事局課員（補任課）、軍務局課員（軍事課）を務め、1936年（昭和11年）8月、歩兵少佐に進級。1937年（昭和12年）10月、第10軍参謀に発令され日中戦争に出征。1938年（昭和13年）2月、中支那派遣軍参謀に転じた。同年7月、歩兵中佐に昇進し軍務局課員に発令され帰国。兵務局課員（兵備課）を経て、1940年（昭和15年）11月、兵務局兵備課長に就任し、1941年（昭和16年）3月、陸軍大佐に進んだ。
1941年7月、第39師団参謀長に発令され中国戦線に出征。1942年（昭和17年）12月、東部軍参謀に発令され帰国。1945年（昭和20年）3月、第12方面軍参謀に転じ、同月、陸軍少将に進み同方面軍参謀副長に就任。同年8月、陸軍予科士官学校幹事となり終戦を迎えた。同月、陸軍省付を経て、同年12月、予備役に編入された。
1947年（昭和22年）11月28日、公職追放仮指定を受けた。

## 著作
- 『陸軍軍政史梗概』1947年。[1]
- 編『陸軍士官学校』秋元書房、1969年。